# Adam Kowalski (żołnierz)
Adam Józef Kowalski (ur. 23 grudnia 1896 w Rzeszowie, zm. 3 marca 1947 w Edynburgu) – major Polskich Sił Zbrojnych, legionista, dziennikarz, poeta, redaktor „Żołnierza Polskiego” i „Polski Zbrojnej”.

## Życiorys
Urodził się 23 grudnia 1896 w Rzeszowie, w rodzinie Wincentego i Marcjanny z Gagalów. Był wnukiem powstańca styczniowego, Józefa Kowalskiego. Ukończył szkołę powszechną i wydziałową oraz seminarium nauczycielskie w Rzeszowie.
W latach 1912–1914 należał do Związku Strzeleckiego. Na I wojnę światową wyruszył w sierpniu 1914 r. wraz z 2 kompanią rzeszowską Legionów Polskich pod dowództwem Mariana Bolesławicza. W listopadzie tego roku został ciężko ranny w bitwie pod Krzywopłotami. Podczas szpitalnej rekonwalescencji przygotował się do matury, którą zdał w maju 1915 r. W tymże samym roku zadebiutował jako poeta. Początkowo był żołnierzem oddziałów pomocniczych I Brygady. W maju 1916 r. przeszedł do 3 pp II Brygady Legionów Polskich i brał udział w jego walkach nad Styrem oraz pod Stochodem, tam też zachorował na tyfus plamisty. Po wyleczeniu wrócił do służby wojskowej, awansował. W tym czasie napisał wiele wierszy oraz piosenek związanych tematycznie z życiem żołnierza na froncie. Po kryzysie przysięgowym był internowany w Huszt, wcielony do armii austriackiej i wysłany na front włoski.
W listopadzie 1918 r. wstąpił do Wojska Polskiego, początkowo w 17 p.p., następnie na różnych stanowiskach w służbie kulturalnej i oświatowej wśród żołnierzy. Był założycielem oraz kierownikiem Uniwersytetu Żołnierskiego w Grodnie. Pełnił funkcję szefa sekcji oświatowej 2 Armii, a także kierował kursami metodyczno-oświatowymi dla oficerów w Wilnie. Jednocześnie redagował dwutygodnik poświęcony problemom obrony państwa „Reduta”. Kierował referatem oświatowym w Ministerstwie Spraw Wojskowych, a następnie już w randze kapitana, był redaktorem naczelnym „Żołnierza Polskiego”. Kierował także redakcją „Polski Zbrojnej”. W 1932 w Biurze Ogólno Organizacyjnym Ministerstwa Spraw Wojskowych. W kwietniu 1933 został przeniesiony do Wojskowego Instytutu Naukowo-Oświatowego w Warszawie. W marcu 1934 roku został przeniesiony do korpusu oficerów piechoty z pozostawieniem na zajmowanym stanowisku w WINW. W 1938 był ponownie w korpusie oficerów administracji, grupa administracyjna.
Napisał wiele utworów, spośród których znacząca część zyskała popularność. Zebrał je w tomach m.in. „Lutnia w tornistrze” (1934), „100 pieśni żołnierskich” (1937) oraz „Wiersze o Komendancie” (1938). Wyjątkowe miejsce w latach międzywojennych zyskały jego pieśni: „Pieśń o Generale Edwardzie Śmigłym-Rydzu”, „Jedzie, jedzie na Kasztance”, „Miała matka trzech synów” i „Morze, nasze morze”. W czasie wojny polsko-bolszewickiej napisał "Leguny w niebie".
Był uczestnikiem kampanii wrześniowej, został internowany w obozie Balș w Rumunii, gdzie, w październiku 1939, napisał „Modlitwę Obozową”, która została spopularyzowana w Polskich Siłach Zbrojnych i w Polsce Podziemnej.
Po opuszczeniu obozu od kwietnia 1940 r. służył w Armii Polskiej we Francji, po ewakuacji zaś do Wielkiej Brytanii został przydzielony do formującego się w Szkocji 2 batalionu strzelców „Kratkowane Lwiątka”. Od sierpnia 1940 był kierownikiem referatu kulturalno-oświatowego 1 Brygady Strzelców, był też redaktorem naczelnym „Żołnierza Polskiego” i „Polski Zbrojnej”. W tym czasie nadal tworzył wiersze i pisał teksty do popularnych szopek noworocznych.  Na obczyźnie ukazał się zbiór jego wierszy i pieśni z lat 1939–1942 „Kierunek: WISŁA!” (Glasgow, 1943 r.). Tytuł zbioru pochodzi z siedmiostrofowego wiersza z dopiskiem: „Szkocja 1942”. 
1 stycznia 1945 został awansowany na stopień majora i dostał przydział do dowództwa 4 Dywizji Piechoty (PSZ) służąc do końca wojny na stanowisku dowódcy plutonu opieki nad żołnierzem.
Od 1926 był mężem Ireny Winczewskiej. 
Po wojnie nie wrócił do Polski, zmarł 3 marca 1947 r. w Edynburgu w Wielkiej Brytanii, pochowany na cmentarzu Corstrophine w kwaterze wojskowej.

## Ordery i odznaczenia
- Krzyż Niepodległości (9 listopada 1932)[10][11]
- Krzyż Kawalerski Orderu Odrodzenia Polski (1938)[12]
- Srebrny Krzyż Zasługi (3 sierpnia 1928)[13][14]
- Srebrny Wawrzyn Akademicki (5 listopada 1935)[15]
- Medal Pamiątkowy za Wojnę 1918–1921[3]
- Medal Dziesięciolecia Odzyskanej Niepodległości[3]
- Srebrny Medal za Długoletnią Służbę[3]